# Angela Summers

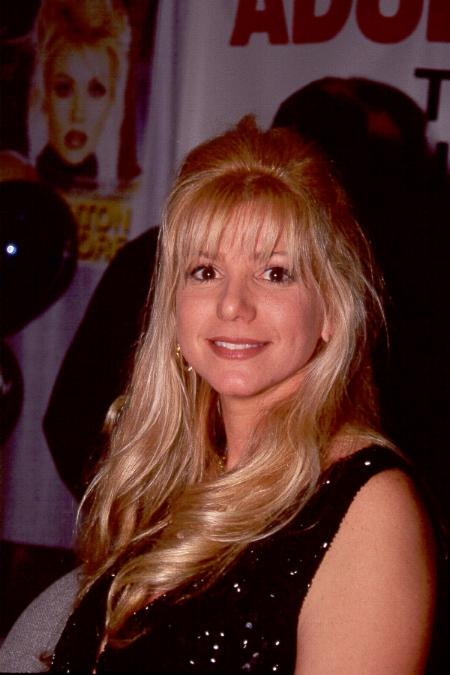
Angela Summers, 2000

Angela Summers (* 6. November 1964 in Burbank, Los Angeles, Kalifornien) ist eine US-amerikanische Pornodarstellerin und Striptease-Tänzerin.

## Karriere
Summers begann ihre Karriere in der Pornobranche im Alter von 26 Jahren. Sie war von 1990 bis 2000 aktiv und wirkte in dieser Zeit in über einhundert Filmproduktionen mit. Sie arbeitete nebenbei als Striptease-Tänzerin. Am 12. Januar 2008 wurde sie in die AVN Hall of Fame aufgenommen.

## Filmografie (Auswahl)
- 1991: Sex Ghost Busters

## Auszeichnungen
- 1992: XRCO Award – New Starlet